# Marquardt RJ43

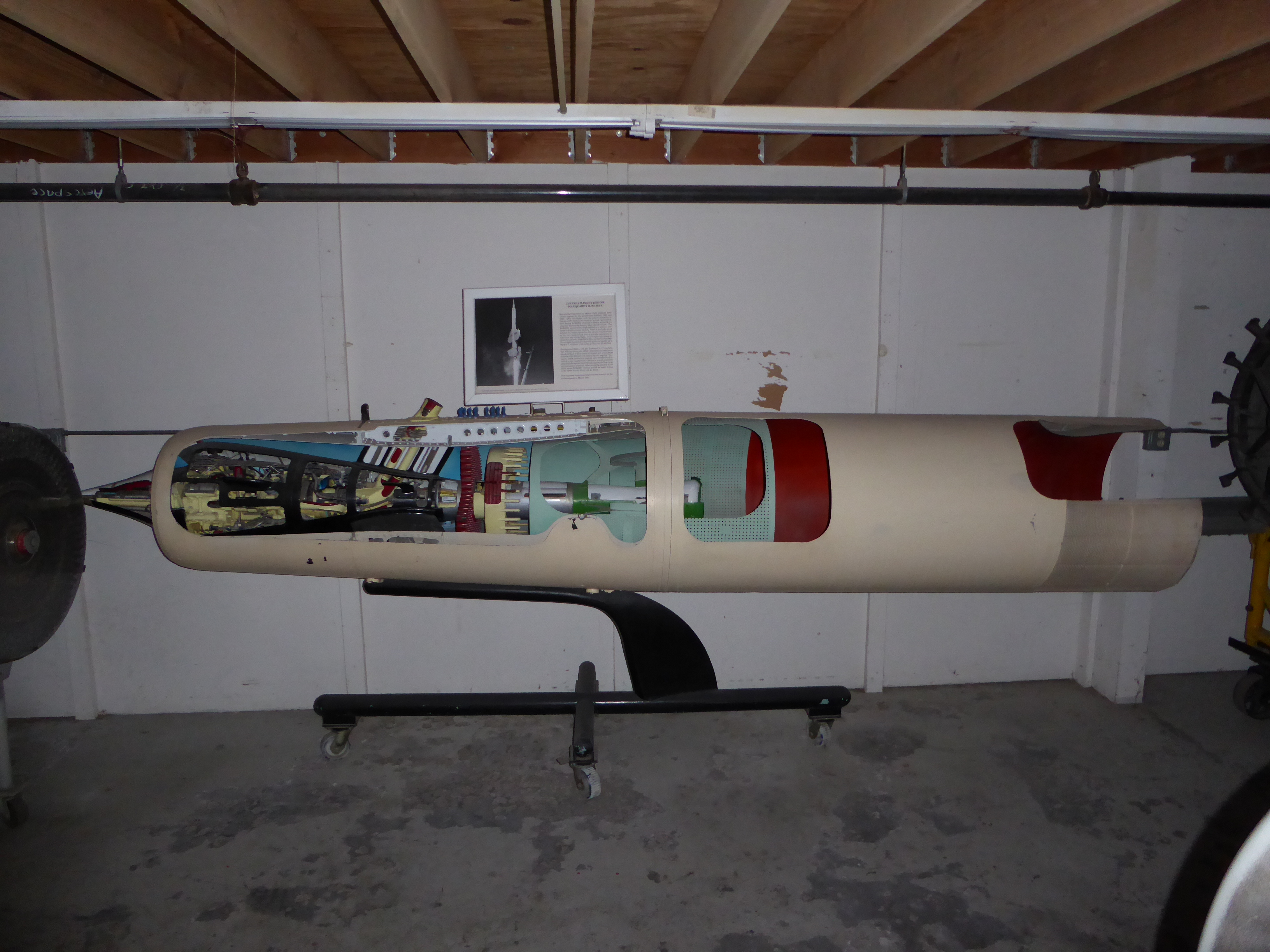
Aufgeschnittenes Marquardt RJ43-MA-9 Ramjet-Triebwerk im San Diego Air & Space Museum, Gillespie Field

Das Marquardt RJ43 ist ein Staustrahltriebwerk (engl. ramjet), das in den 1950er und 1960er Jahren in einer Reihe von unbemannten Luftfahrzeugen eingesetzt wurde. Es handelt sich um eins der ersten Beispiele für die Verwendung von Staustrahltriebwerken in großen Stückzahlen. Alleine für die Bomarc-Flugabwehrrakete wurden über 1200 Stück gebaut.

## Entwicklung
Die Entwicklung des Marquardt RJ43 ist eng verbunden mit der Luftabwehrrakete Bomarc. 1949 beauftragte die United States Air Force (USAF) die Firma Boeing mit einer Studie für die Möglichkeiten einer Überschall-Flugabwehrrakete. Die technischen Daten für diese Rakete wurden im September 1950 festgelegt. Im Januar 1951 erhielt Boeing den Auftrag zur Entwicklung der Rakete. Die Firma Marquardt wurde mit der Entwicklung eines Staustrahltriebwerks für das Fluggerät beauftragt.
Bereits zum Zeitpunkt der Entwicklung war klar, dass Staustrahltriebwerke nur eine kurzfristige Lösung sein würden. Raketen- und Turbinen-Strahltriebwerke würden die Leistungen von Staustrahltriebwerken bald übertreffen. Aber Ende der 1940er und in den frühen 1950er Jahren waren weder Raketen noch Turbinen-Strahltriebwerke leistungsfähig genug, um die von der USAF gestellten Anforderungen zu erfüllen. Die Brenndauer von Raketentriebwerken war zu gering für Flüge durch die Atmosphäre von mehr als 150 Kilometern, die Schubkraft von Turbinen-Strahltriebwerke zu gering für Geschwindigkeiten bis zu Mach 3. Staustrahltriebwerke waren kurzfristig die einzig praktikable Lösung.
1953 war die Entwicklung am RJ43-Triebwerk weitestgehend abgeschlossen. Die Erprobung des Triebwerks fand mit dem Versuchsflugzeug Lockheed X-7 statt, das eigens für die Entwicklung von Staustrahltriebwerken gebaut worden war. Flüge der X-7 hatten bereits 1952 begonnen, für Tests mit dem Staustrahltriebwerk Wright Aeronautical XRJ-47, welches in der Folge dann im Überschall-Marschflugkörper SM-64 Navaho verwendet wurde.

## Einsatz
Haupteinsatzzweck der RJ43-Ramjets war bis in die 1970er Jahre die Flugabwehrrakete Bomarc. In den beiden unterschiedlichen Versionen der Bomarc wurden zwei Versionen des Marquardt-Ramjets verbaut. Die Bomarc-Version CIM-10A verwendete je zwei RJ43-MA3 (11.500 lb Schub), die CIM-10B hingegen zwei RJ43-MA7 (12.000 lb Schub).
Neben X-7 und Bomarc verwendeten noch weitere Fluggeräte den RJ43-Ramjet: die Zieldarstellungsdrohne Lockheed AQM-60 sowie das überschallschnelle, unbemannte Aufklärungsflugzeug Lockheed D-21 Die in der D-21 verbaute Variante des Triebwerks hatte die Bezeichnung MA-20S4. Diese Variante war für den Betrieb bei niedrigerem Luftdruck und höheren Temperaturen optimiert.